# Domingo Cisma González
Domingo Cisma González (ur. 9 lutego 1982 w Sewilli) – hiszpański piłkarz występujący na pozycji obrońcy w Elche CF.

## Kariera klubowa
Na początku swojej kariery Cisma grał dla nisko notowanych ekip (Ayamonte CF i Atletico Madryt B). W sezonie 2005–2006 przeniósł się do Almeríi, gdzie w drugim sezonie swojej gry zanotował łącznie 20 meczów i jedną bramkę (w zwycięskim pojedynku z Elche CF, 2-1). Ten sezon zakończył się dla andaluzyjskiej ekipy awansem do Primera División.
W lipcu 2008 roku chwilowo zmienił otoczenie i jego nowym pracodawcą, na zasadzie wypożyczenia, została Numancia. W jednym z meczów dla tejże drużyny obrońca strzelił swojego pierwszego gola (26 października 2008 - w 96. minucie wygranego przed własną publicznością meczu z Racingiem Santander, 2-1) w najwyższej klasie rozgrywkowej Hiszpanii. Hiszpan w barwach ekipy z Sorii wystąpił aż 34 razy.
Numancia zakończyła tamten sezon spadkiem do Segunda División, a Cisma powrócił do Almeríi, gdzie stał się wreszcie podstawowym graczem. Jednakże, pod koniec maja 2010 roku jego umowa z klubem wygasła i nikt nie myślał nawet o jej przedłużeniu. Defensor szybko znalazł sobie nowy klub i przeniósł się do Racingu Santander, gdzie spędził dwa lata. 28 sierpnia 2012 roku podpisał roczny kontrakt z Atlético Madryt.